# François-Annibal d'Estrées
Pour les articles homonymes, voir Maréchal d'Estrées et Estrées.
Pour les autres membres de la famille, voir Maison d'Estrées.
François-Annibal d'Estrées (vers 1572/1573 – 5 mai 1670 à Paris), marquis de Cœuvres puis premier duc d'Estrées et Pair de France, comte de Nanteuil le Haudouin, premier baron et sénéchal du Boulonnais, chevalier de l'Ordre du Saint Esprit est un militaire et diplomate français des XVIe et XVIIe siècles. Il est élevé à la dignité de maréchal de France en 1626.

## Biographie

### Origines et famille
François-Annibal d'Estrées descend de la Maison d'Estrées. Il est le fils aîné d'Antoine IV d'Estrées, marquis de Cœuvres Grand Maître de l'Artillerie, et de Françoise Babou de La Bourdaisière, et le frère de Gabrielle d'Estrées, la célèbre maîtresse d'Henri IV. Leur grand-mère paternelle est Catherine de Bourbon-Vendôme-Ligny, une capétienne issue de Saint Louis.

### Dans les ordres
En 1605, il remet aux moines de la Chartreuse de Vauvert, à Paris, un manuscrit révélant la formule d'un élixir de longue vie dont nul ne sait l'origine : c'est l'origine de la liqueur appelée Chartreuse.
Destiné à l'état ecclésiastique (bien que l'aîné de sa fratrie), François-Annibal d'Estrées est, de 1594 à 1596, comte-évêque de Noyon (pair de France ex officio). Il y est nommé par Henri IV en 1594.

### Carrière militaire
La mort de son frère aîné, François-Louis, vicomte de Cœuvres (tué au siège de Laon le 22 juillet 1594), lui fit quitter sa carrière ecclésiastique en 1597 et le dirigea vers celle des armes. Il y servit en plusieurs occasions sous le titre de marquis de Coeuvres. Le 3 juillet 1599 il est nommé lieutenant général en Île-de-France et gouverneur de Laon.
En 1614, au service de Marie de Médicis, régente du Royaume pendant la minorité de Louis XIII, il est envoyé comme médiateur pour régler le conflit entre les ducs de Savoie (Victor-Amédée Ier) et de Mantoue (Ferdinand de Mantoue), puis il est envoyé à Venise avant de rentrer en France.
Lors de la guerre d'Italie, le 26 novembre 1624, à la tête de 10 compagnies des régiments Normandie, Vaubécourt, de 6 compagnies du régiment d'Estrées et des régiments suisses Diesbach, Schmidt et Siders, il part de Coire pour libérer la Valteline au détriment du pape et de l’Espagne.
Il est élevé à la dignité de maréchal de France en 1626 par Louis XIII. En tant que Maréchal de France, il remporte la bataille de Cabuisson et la bataille de Nîmes où il défait l'armée protestante. Il sort également victorieux du siège de Trêves au retour duquel il fut reçu chevalier des Ordres du Roy.
Ambassadeur ordinaire de 1619 à 1622, extraordinaire à partir de 1624 en Suisse, à Venise et à Rome (il joua un rôle non négligeable dans l'élection de Grégoire XV), il obtint de Louis XIV en 1648 (enregistrement par le Parlement le 15 décembre 1663) que la terre de Cœuvres soit érigée pour lui en duché-pairie, sous le nom d'Estrées (le berceau familial étant Estrées-en-Cauchie, près de Béthune, en Artois ; Cœuvres se trouve en Picardie à l'ouest de Soissons : le fief avait été acheté en 1552 par son grand-père Jean Ier d'Estrées, l'époux de Catherine de Bourbon-Ligny).
Cette érection a lieu en raison des « grands et signalés services rendus et de la possession de terres capables d'en soutenir le lustre et la splendeur ». François Annibal est à cette date Maréchal de France, marquis de Coeuvres, chevalier des Ordres du Roy, lieutenant général au gouvernement de l'Île-de-France, gouverneur des villes et citadelle de Laon, vicomte de Soissons et Pierrefonds, premier baron du Boulonnais.
En 1636, il est envoyé comme ambassadeur extraordinaire à Rome et y demeure jusqu'à 1641.
En 1654 au sacre de Louis XIV, il fait fonction de connétable.
Tallemant des Réaux dresse de François Annibal un portrait peu positif.
Il meurt à Paris le 5 mai 1670. Son corps fut apporté à Soissons et enterré dans l'église du couvent des Feuillants, qu'il avait fait construire afin qu'elle devienne le lieu de sépulture de la famille auprès de sa seconde femme.

## Mariage et descendance
Il épousa le 4 avril 1622, au château de Moussy-le-Vieux, Marie de Béthune (1602-1628), nièce du grand Sully, fille de Philippe de Béthune, comte de Selles(-sur-Cher), d'où :
1. François-Annibal II d'Estrées, duc d'Estrées.
2. Jean II, maréchal de France.
3. César, évêque-duc de Laon et cardinal. C'est lui qui consacra l'église Saint-Montain de La Fère (dans l'Aisne) en 1657, en présence de Louis XIV, de la reine mère Anne d'Autriche, du duc d'Anjou frère du roi, du cardinal Mazarin et de quantité de seigneurs.

Veuf, il épousa en secondes noces, le 18 avril 1634 (Le Mesnil-Saint-Denis), Anne Habert de Montmort (morte en 1661), sœur d'Henri Louis Habert de Montmor, d'où :
1. Louis (1er décembre 1637, tué en 1656 au combat devant Valenciennes),
2. Christine (morte le 18 décembre 1658 - Soissons), mariée le 3 septembre 1658 (Paris), avec François (1624-1694), comte de Lillebonne (fils de Charles II d'Elbeuf, de la Maison de Lorraine), sans descendance.

Sa dernière union, du 25 juillet 1663, avec Gabrielle de Longueval (morte en 1687) fut sans postérité.
Son fils Jean II d'Estrées sera lui aussi maréchal de France en 1681, et le fils de celui-ci, Victor Marie d'Estrées, le sera aussi en 1703.

## Œuvres
Voir les Mémoires du maréchal François-Annibal d'Estrées :
- Mémoires du maréchal d'Estrées sur la régence de Marie de Médicis (1610-1616) et sur celle d'Anne d'Autriche (1643-1650). Paris, éd. H. Laurens, 1910, 389 pages.